# Dose de ataque
Dose de ataque, em farmacologia, refere-se a uma ou uma série de doses de medicamento aplicadas a um determinado início de tratamento que tem como função atingir de forma rápida a concentração-alvo. Muitos problemas de toxicidade podem ocorrer na administração de doses de ataque e também devido a meia-vida longa de alguns fármacos. Doses de ataque são úteis para substâncias que são eliminadas de forma lenta do organismo. Esses medicamentos vão necessitar de uma dose baixa de manutenção, a fim de manter a quantidade do medicamento no organismo, mas isso significa que sem uma dose inicial elevada, levaria muito tempo para alcançar uma correta concentração.